# Viggarn
Viggarn är en ö i Finland. Den ligger i Skärgårdshavet och i kommunen Pargas i den ekonomiska regionen  Åboland i landskapet Egentliga Finland, i den sydvästra delen av landet. Ön ligger omkring 29 kilometer söder om Åbo och omkring 150 kilometer väster om Helsingfors.
Öns area är 4,6 hektar och dess största längd är 280 meter i sydväst-nordöstlig riktning. Ön höjer sig omkring 25 meter över havsytan. I omgivningarna runt Viggarn växer i huvudsak barrskog.